# Antonio Lanfranchi
Antonio Lanfranchi (Grondone, 17 maggio 1946 – Modena, 17 febbraio 2015) è stato un arcivescovo cattolico e abate italiano.

## Biografia
Nasce a Grondone, comune di Ferriere, in provincia di Piacenza e diocesi di Piacenza-Bobbio, il 17 maggio 1946.

### Formazione e ministero sacerdotale
Il percorso di studi lo vede prima al seminario minore di Piacenza e poi al collegio Alberoni della stessa città. Durante i corsi teologici è alunno della Pontificia Università Gregoriana e dell'Università Pontificia Salesiana, presso le quali consegue la licenza in teologia biblica e, dopo l'ordinazione presbiterale, in scienze dell'educazione con specializzazione in catechetica.
Il 4 novembre 1971 è ordinato presbitero, nella cattedrale di Piacenza, dal vescovo Enrico Manfredini (poi arcivescovo) per la diocesi di Piacenza, dopodiché è assistente nel seminario vescovile di Piacenza.
Tornato a Roma per completare gli studi rientra in diocesi e comincia ad insegnare nel seminario vescovile di Piacenza nel 1977, successivamente ricopre il ruolo prima di assistente spirituale dell'Associazione italiana maestri cattolici e segretario dell'Ufficio catechistico diocesano fino al 1984 e poi per alcuni anni quello di assistente diocesano dell'Azione Cattolica Giovani. Dal 1984 al 1986 è direttore dell'Ufficio catechistico diocesano, assistente diocesano dell'Azione Cattolica Adulti dal 1986 al 1987, direttore dell'Ufficio catechistico della Regione ecclesiastica Emilia-Romagna dal 1987 al 1988, assistente nazionale del Settore Giovani dell'Azione Cattolica dal 1988 al 1996.
In questi anni trascorsi a Roma, è docente di Pastorale giovanile presso la Pontificia Università Lateranense dal 1988 al 1996, e responsabile delle catechesi della Giornata Mondiale della Gioventù nel 1989.
Terminato l'incarico a Roma, è nominato vicario generale della diocesi di Piacenza-Bobbio il 5 settembre 1996 mentre diventa canonico della cattedrale di Piacenza nel 1999.

### Ministero episcopale

#### Vescovo di Cesena-Sarsina
Il 3 dicembre 2003 papa Giovanni Paolo II lo nomina vescovo di Cesena-Sarsina; succede a Lino Esterino Garavaglia, dimessosi per raggiunti limiti di età. Riceve l'ordinazione episcopale, nella cattedrale di Piacenza, dal vescovo Luciano Monari, co-consacranti l'arcivescovo Paolo Romeo (poi cardinale) ed il vescovo Lino Esterino Garavaglia, l'11 gennaio 2004. Il 25 gennaio successivo prende possesso della diocesi, nella cattedrale di Cesena.
Il 18 febbraio 2004 celebra i funerali del ciclista Marco Pantani nella chiesa di San Giacomo Apostolo a Cesenatico.
Il 1º giugno 2008, in base a un'antica norma di diritto canonico, dispone la celebrazione di una messa riparatrice, in seguito alla profanazione causata da una coppia di persone sorprese in un confessionale della cattedrale di Cesena nell'atto di consumare un rapporto sessuale (dichiaratesi atee a giustificazione del proprio gesto).

#### Arcivescovo-abate di Modena-Nonantola
Il 27 gennaio 2010 è nominato da papa Benedetto XVI arcivescovo-abate di Modena-Nonantola; succede a Benito Cocchi, dimessosi per raggiunti limiti di età. Prima di lasciare la diocesi di Cesena-Sarsina, il 9 marzo il sindaco di Cesena, Paolo Lucchi, gli conferisce la cittadinanza onoraria. Il 14 marzo dello stesso anno, durante una solenne cerimonia, prende possesso dell'arcidiocesi, nella cattedrale di Modena. Il 29 giugno successivo riceve il pallio dallo stesso pontefice, nella basilica di san Pietro in Vaticano.
Negli anni del suo episcopato è stato membro della Commissione episcopale della CEI per l'evangelizzazione dei popoli e la cooperazione tra le Chiese e ha ricoperto l'incarico di vicepresidente della Conferenza episcopale dell'Emilia-Romagna dal 2013 fino al giorno della sua morte. Gli succede in questa carica l'arcivescovo metropolita di Ravenna-Cervia, Lorenzo Ghizzoni.
Nel giugno 2013 riceve l'Antonino d'oro dai canonici del capitolo della basilica di Sant'Antonino a Piacenza.
Il 17 febbraio 2015 alle ore 13.30 muore a Modena all'età di 68 anni, a seguito del peggioramento delle condizioni di salute, a causa di una leucemia. Il 18 febbraio la cattedrale è stata aperta per tutta la giornata in modo da permettere a tutti i fedeli di dare un ultimo saluto all'Arcivescovo. I funerali celebrati dal cardinale Carlo Caffarra si svolgono nella cattedrale di Modena il 19 febbraio, alle ore 15. Alla fine del rito funebre viene momentaneamente sepolto nel cimitero cittadino di San Cataldo a Modena, in attesa della traslazione nella cattedrale.
Il 24 settembre 2016 la sua salma, assieme a quella del suo predecessore Benito Cocchi, torna nella cattedrale di Modena per essere sepolta nella navata di sinistra, ai piedi della scala che porta alla sagrestia, vicino a Luisa Guidotti Mistrali.
Il suo successore, nella persona di Erio Castellucci, è stato nominato da papa Francesco il 3 giugno 2015 e fino all'ingresso del nuovo ordinario, avvenuto il 13 settembre successivo, l'arcidiocesi è stata guidata dall'amministratore diocesano, Giacomo Morandi.

## Genealogia episcopale
La genealogia episcopale è:
- Cardinale Scipione Rebiba
- Cardinale Giulio Antonio Santori
- Cardinale Girolamo Bernerio, O.P.
- Arcivescovo Galeazzo Sanvitale
- Cardinale Ludovico Ludovisi
- Cardinale Luigi Caetani
- Cardinale Ulderico Carpegna
- Cardinale Paluzzo Paluzzi Altieri degli Albertoni
- Papa Benedetto XIII
- Papa Benedetto XIV
- Papa Clemente XIII
- Cardinale Bernardino Giraud
- Cardinale Alessandro Mattei
- Cardinale Pietro Francesco Galleffi
- Cardinale Giacomo Filippo Fransoni
- Cardinale Carlo Sacconi
- Cardinale Edward Henry Howard
- Cardinale Mariano Rampolla del Tindaro
- Cardinale Gennaro Granito Pignatelli di Belmonte
- Cardinale Pietro Boetto, S.I.
- Cardinale Giuseppe Siri
- Cardinale Giacomo Lercaro
- Vescovo Gilberto Baroni
- Cardinale Camillo Ruini
- Vescovo Luciano Monari
- Arcivescovo Antonio Lanfranchi

## Opere
- "Io ho scelto voi". Per una pastorale rinnovata degli adolescenti, a cura di L. Guglielmoni, A. Lanfranchi, R. Lombardi, Ed. Paoline, Roma 1984
- La fede come compagnia della vita. Per affrontare da cristiani l'esistenza, con testi di padre Bonifacio Baroffio e don Antonio Lanfranchi, AVE, Roma 1994
- In politica per servire, [S.l. : s.n.], 2004
- "Di te si dicono cose stupende, città di Dio". La parrocchia, vasto mondo. Lettera pastorale per l'anno 2004-2005, Cesena, 2004
- Vivere il vangelo oggi. Per un profilo del laico di Azione Cattolica, In Dialogo, Milano 2005 (con altri)
- "Non andiamo al padre senza nostro fratello". Messaggio per la quaresima 2005, Diocesi di Cesena-Sarsina, Cesena 2005
- "Si fermarono presso di lui". Rimanere in Cristo per portare frutto. Lettera pastorale per l'anno 2006-2007, Stilgraf, Cesena 2006
- "Abbiamo trovato il Cristo" Gv 1,41. Testimoni di speranza nel mondo. Lettera pastorale per l'anno 2007-2008, Stilgraf, Cesena 2007
- contributo in Presbiterio è comunione. Riflessioni teologiche e pastorali, a cura di A. Torresin, Ancora, Milano 2007
- Sogniamo insieme il futuro: una chiesa nella città, Stilgraf, Cesena 2008
- "Avevano un cuor solo e un'anima sola" cf. At 4,32. Amiamo e viviamo la Chiesa. Lettera pastorale per l'anno 2008-2009, Stilgraf, Cesena 2008
- "Erano perseveranti nello spezzare il pane e nelle preghiere" At 2,42. Celebrare e vivere l'Eucaristia domenicale. Lettera pastorale per l'anno 2009-2010, Stilgraf, Cesena 2009
- "Tu sei prezioso ai miei occhi" Is 43,4. Educare è possibile, educare è bello. Lettera pastorale per l'anno 2010-2011, STEM, Modena 2010 / Stilgraf, Cesena 2010
- "Sei giorni lavorerai... ma il settimo giorno è in onore del Signore tuo Dio". Educare al lavoro e alla festa per una vita buona. Lettera pastorale per l'anno 2011-2012, TEM, Modena 2011
- Io credo... noi crediamo. Orientamenti pastorali diocesani per l'anno 2012-2013, Tipografia Tem, Modena 2012

## Onorificenze
- Il 9 marzo 2010 riceve la cittadinanza onoraria di Cesena[11].
- Nel giugno 2013 viene insignito dell'Antonino d'oro dal capitolo dei canonici della basilica di Sant'Antonino di Piacenza[12].